# دست‌نوشته فارسی ژاپن

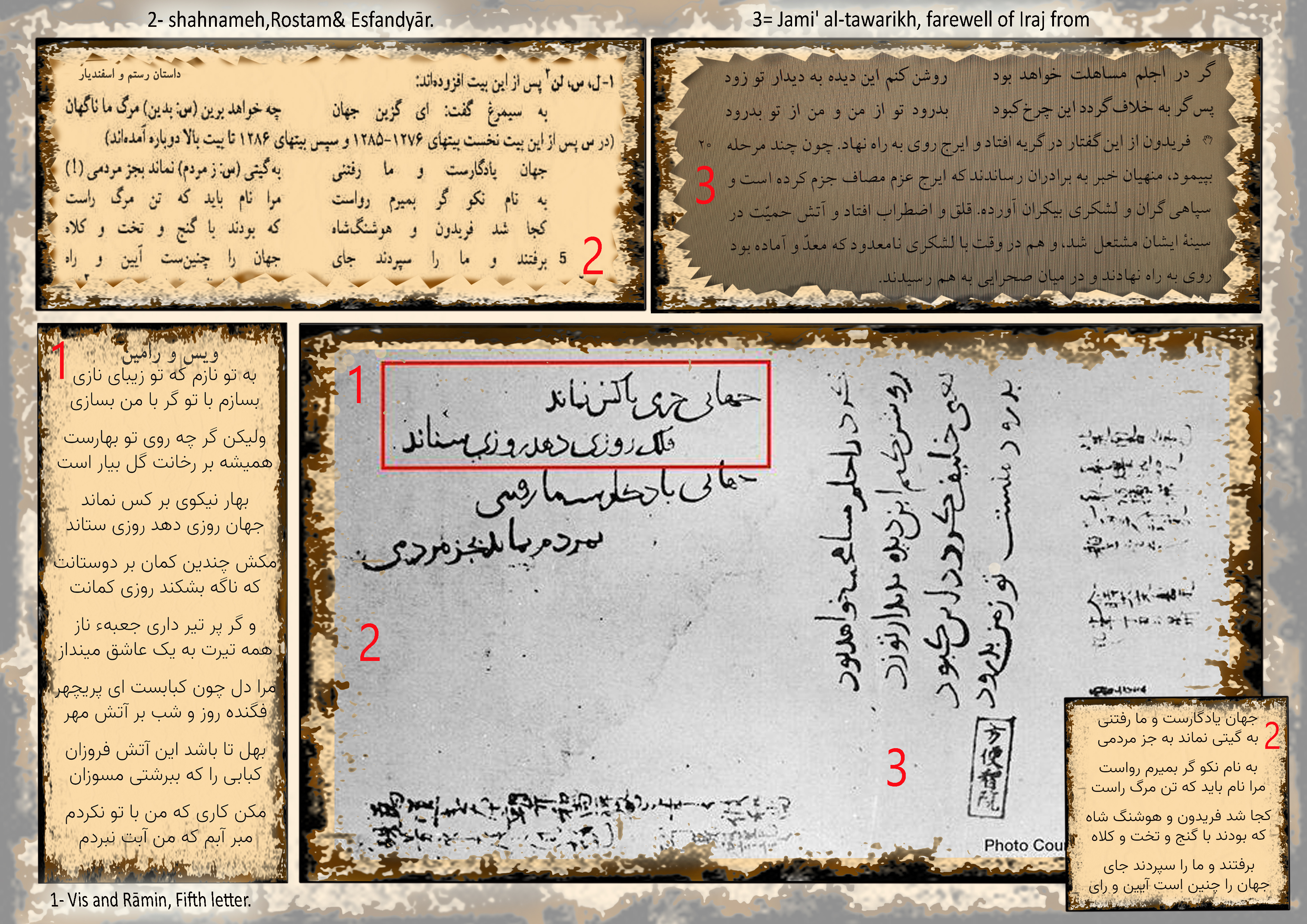
دست‌نوشته فارسی ژاپن و منبع اصلی آن ویس- رامین - شاهنامه و جامع التواریخ

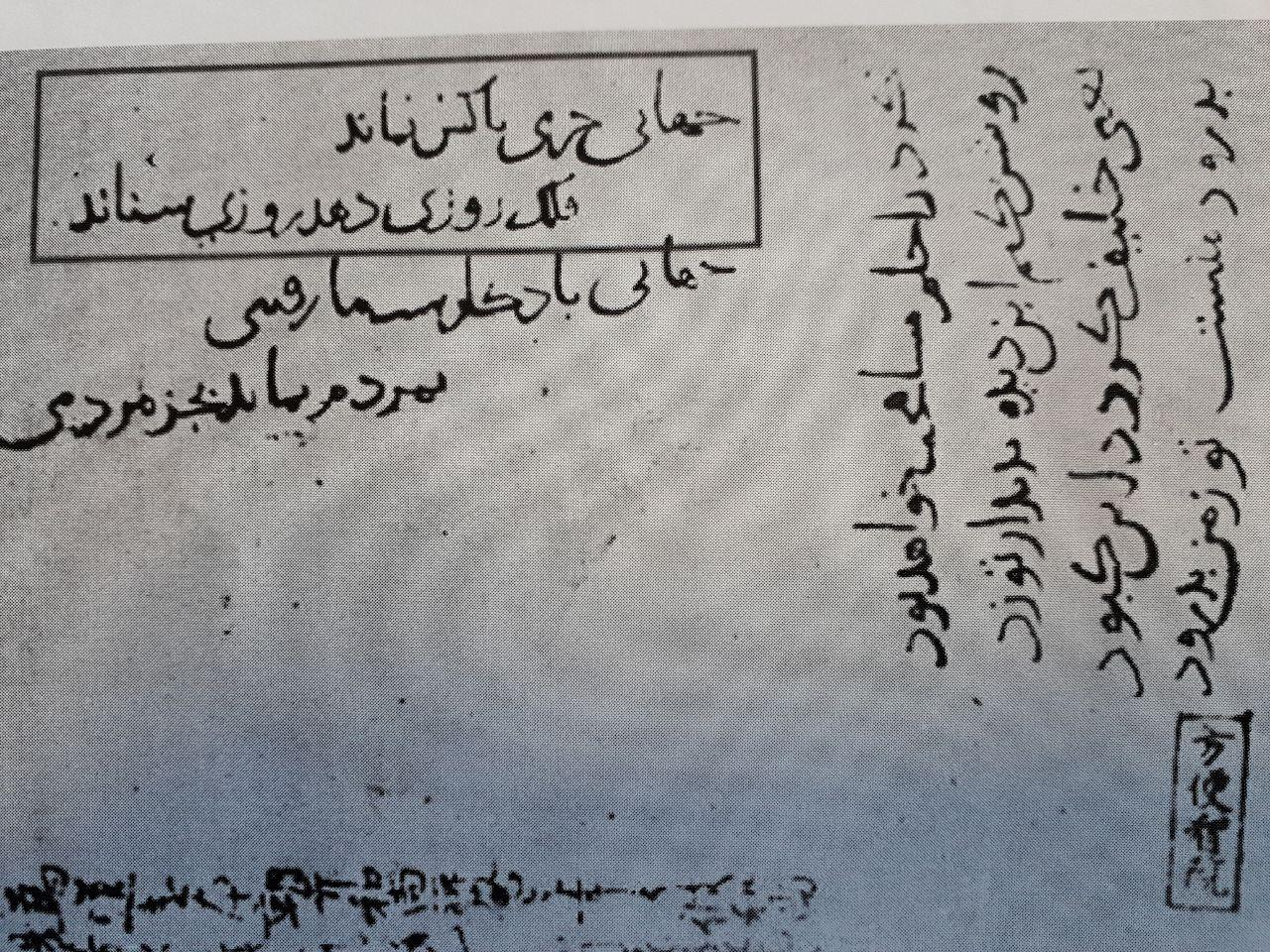
دست‌نوشتهٔ فارسی موزهٔ ژاپن

دست‌نوشتهٔ فارسی ژاپن (خط‌نبشته نانبان) قدیمی‌ترین سند فارسی موجود در ژاپن است. این دست‌خط را در سال ۱۲۱۷ میلادی (برابر ۶۱۴ هجری قمری) راهبی ژاپنی از بندر زیتون کوانژو از چین به معبد کوسانجی در کیوتوی ژاپن آورده‌است. امروزه به این نوشته «هاشی بون» می‌گویند و به عنوان میراث مهم معنوی ژاپن متعلق به استان کیوتو ثبت شده‌است.

## مشخصات دست‌نوشته
این دست‌نوشته روی کاغذ مستطیلی با پهنای ۳۲٫۷ سانتی‌متر و بلندای ۵۰٫۰ سانتی‌متر، در چهار سطر نوشته شده‌است، و علاوه بر این، چند جمله چینی به دست کِیْسِی (راهب ژاپنی) نوشته شده‌است. قلم به کار رفته در این نوشته رایج‌ترین قلم در آن زمان یعنی خط نسخ است. راهب ژاپنی به نام کیوسه این دست‌نوشته را در ملاقات با چند ایرانی در بندر کوانژو چین و هنگام خداحافظی از آن‌ها به یادگار گرفته‌است؛ او تصور می‌کرده که متن یک دعای بودایی است. سال ۱۹۰۹ مشخص شد که چند بیت شعر فارسی است و در سال‌های گذشته دانسته شد که هر سه شعر از شاعران مشهور ایران است اولی از فخرالدین اسعد گرگانی دومی از فردوسی و سومی در کتاب جامع‌التواریخ آمده‌است که با تفاوت اندکی با نسخه‌های موجود فعلی، در آن زمان دریانوردی ایرانی آن را از بَر (حفظ) نوشته‌است. بیت اول از «ویس و رامین» و بیت بعدی از داستان رستم و افراسیاب «شاهنامه» است، و شعر سوم هم شعری است که مربوط به خداحافظی ایرج از پدرش فریدون است که در شاهنامه هم با ادبیاتی مشابه آمده‌است. این‌که یک دریانورد ایرانی این اشعار را در چین از حفظ بوده‌است نشانگر شهرت و اهمیت این اشعار نزد مردم بوده‌است.
این شعر اشاره به خداحافظی غم‌انگیز و بی‌بازگشت ایرج از پدرش فریدون در عزیمت به‌سوی توران است. این اشعار در آن زمان نزد فارسی‌زبانان شهرت داشته و به‌ویژه دریانوردان آن‌ها را می‌خوانده‌اند به‌طوری‌که سعدی، شهریار رامهرمزی و ابن بطوطه نیز از سرودهای دریانوردان فارسی یاد کرده‌اند.

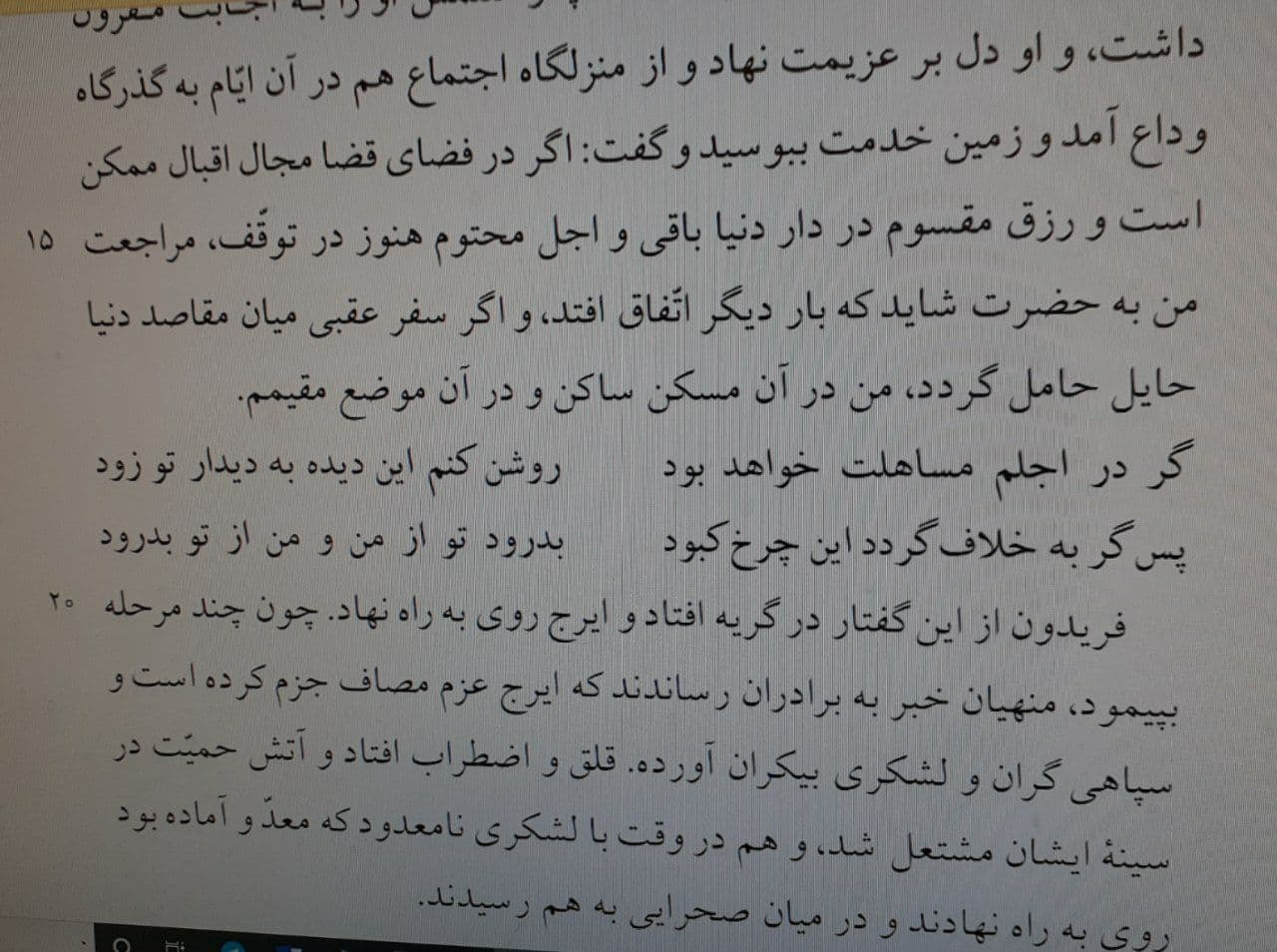
تصویر صفحهٔ ۱۳۵ جامع‌التواریخ

## تاریخچه
کِیْسِی یا کِسه راهب معروف بودایی است که سال ۱۱۸۵ م در خانواده‌ای سرشناس زاده شد. در همان دورهٔ نوزادی بر اثر اشتباه دایه به‌طور غیرعمد بر زمین افتاد، ستون فقراتش آسیب دید و از شکل طبیعی خارج شد. در جوانی ترک خانه کرد و به معبدی بودایی رفت تا راهب بشود در ۲۹ سالگی به چین دورهٔ سونگ رفت که در این سفر کشتی آنها با طوفان و بارانی شدید روبرو شد و دکل کشتی شکست اما آن‌ها با هر گرفتاری که بود سرانجام به فوجیان چین رسیدند. کیوسه در دو معبد بودایی چین تحصیل کرد و در برگشت از چین منابع و کتب بودایی زیادی با خود به ژاپن آورد در میان نوشته‌هایی که او با خود از چین آورد برگه‌ای وجود داشت به عرض سی و سه سانت و طول ۵۰ سانتی‌متر که سه در حاشیه این کاغذ نوشته‌است سال ۱۲۱۷ در کوانژو (بندر زیتون) با ۳ نفر خارجی ملاقات کردم و از آن‌ها خواستم که به خط خود چیزی برایم بنویسند. آن‌ها این را نوشتند.
به این برگه دستخط «نانبانموجی» گفته بودند یعنی «خط مردمان بیگانهٔ جنوبی». او فکر می‌کرد که این نوشته بخشی از سوترا (سوره کتاب) بودایی است و او قصد داشت این دست‌نوشته را به راهب دیگر آن دوره یعنی راهب میوئی برای سوغات اهدا کند زیرا میوئی بسیار به زادگاه بودا علاقه داشت و سال ۱۲۰۳ تصمیم داشت به هند برود اما به‌دلیل سختی و مشکلات راه نتوانست سفر خود را انجام دهد.
در سال ۱۹۰۹، هاندا فارسی بودن نوشته را شناخت اما متوجه محتوا و اصالت اشعار فارسی نشد اما گفت این اشعار ارتباطی با بودیسم یا هند ندارد. کوانژو جایی که کِیْسِی ایرانیان را ملاقات کرده بود در آن زمان یک بندر بازرگانی بین‌المللی بود و در واقع سوداگران ایرانی کسانی بودند که کسه با آن‌ها ملاقات کرده بود زیرا ایرانیان در حال ساختن شهرک در کوانژو (بندر زیتون) بودند.

## محتوا
اکنون به‌طور کامل روشن شده که این دست‌نوشته شامل چند بیت شعر است که از سه منبع مختلف و مهم آورده شده‌اند.

### شعر اول
بیت نخست از منظومهٔ ویس و رامین با اندکی اختلاف است.
| جهان خُرمی با کَس نماند |  | فلک روزی دهد، روزی ستاند. |

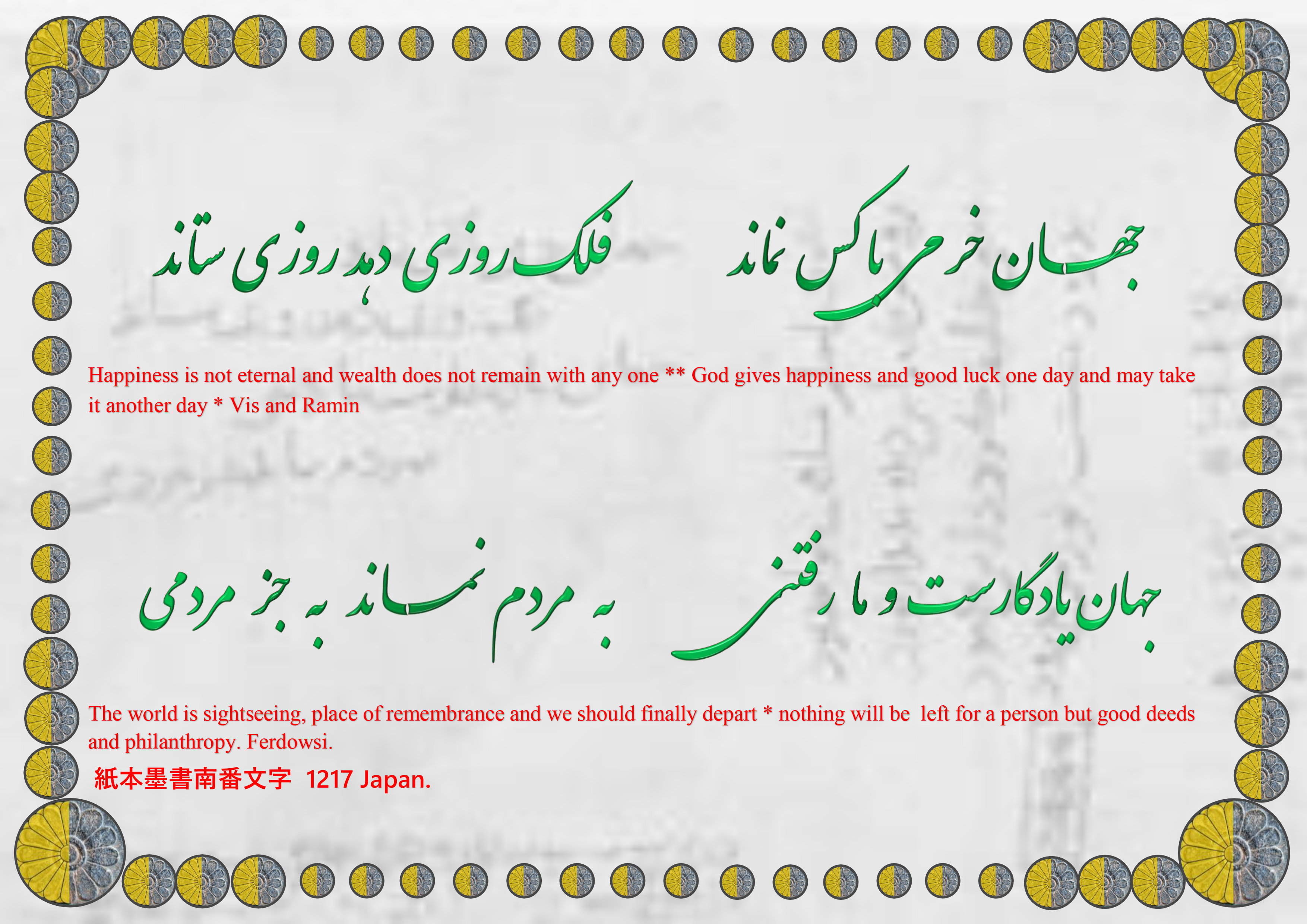
بازنویسی دستنوشته با خط نستعلیق فارسی

این بیت در «نامهٔ پنجم» و در بخش «اندر جفا بردن از دوست» به شکل زیر آمده‌است:
| تو با صد گنج پیروزی و نازی    |  | به چندین گنج شاید گر بنازی    |
| چه باشد گر تو نازی از تن خویش |  | که ناز من به تو از ناز تو بیش |
| به تو نازم که تو زیبای نازی   |  | بسازم با تو گر با من بسازی    |
| ولیکن گر چه روی تو بهارست     |  | همیشه بر رخانت گل بیار است    |
| بهار نیکوی بر کس نماند        |  | جهان روزی، دهد روزی ستاند     |
| مَکَش چندین کمان بر دوستانت     |  | که ناگه بشکند روزی کمانت      |
| و گر پُر تیر داری جعبهٔ ناز     |  | همه تیرت به یک عاشق مینداز    |

### شعر دوم
بیت دوم از شاهنامهٔ فردوسی است:
| جهان یادگارست و ما رفتنی |  | بمردم نماند به جز مردمی |

مصرع دوم در بعضی نسخه «به گیتی نماند به جز مردمی» نوشته شده‌است. این بیت در شاهنامه، در داستان رستم و اسفندیار، بخش ۲۶، چنین است:

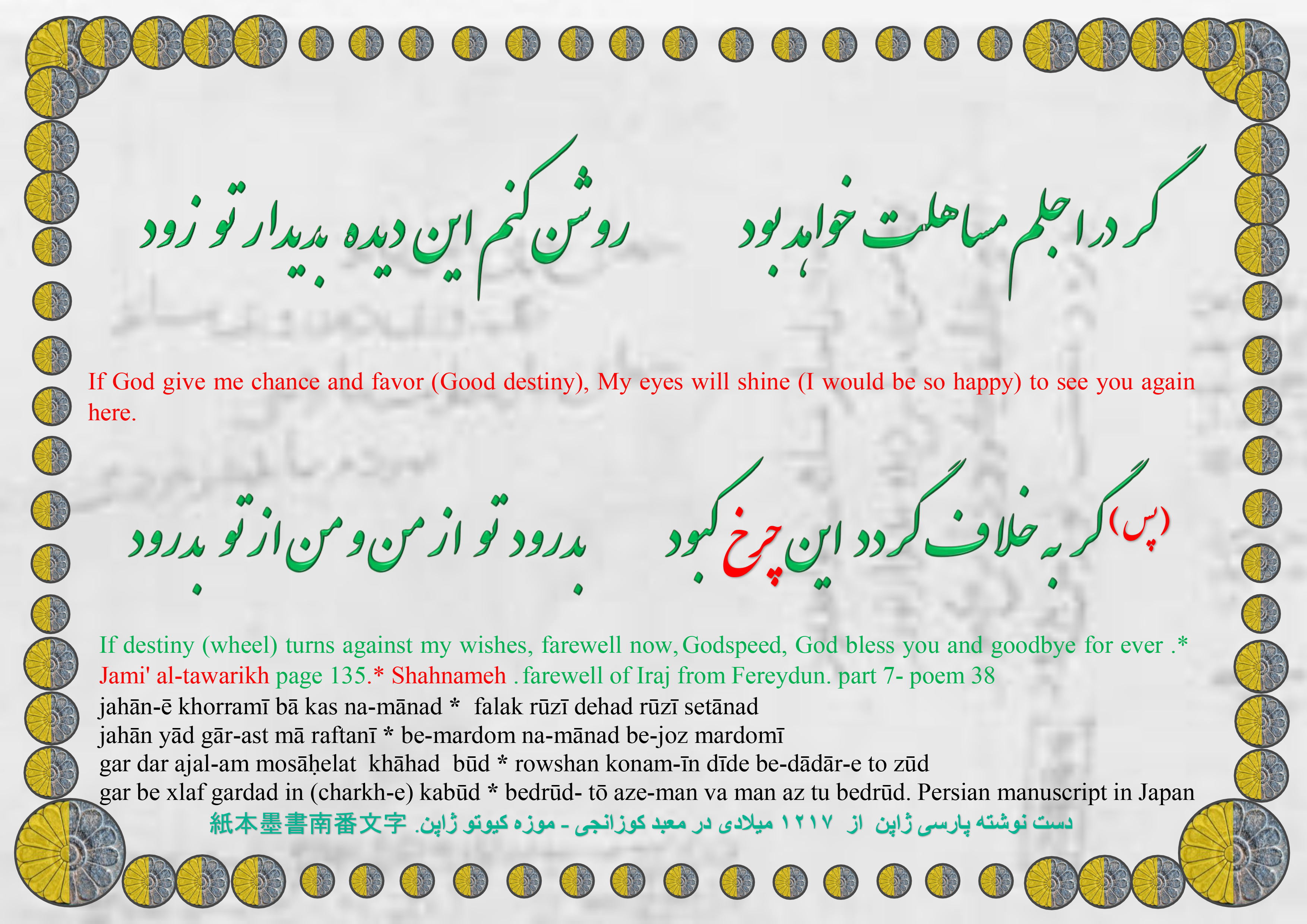
بازنویسی دستنوشته با خط نستعلیق فارسی

| به سیمرغ گفت ای گزین جهان |  | چه خواهد برین مرگ ما ناگهان  |
| جهان یادگارست و ما رفتنی  |  | به گیتی نماند به جز مردمی    |
| به نام نکو گر بمیرم رواست |  | مرا نام باید که تن مرگ راست  |
| کجا شد فریدون و هوشنگ شاه |  | که بودند با گنج و تخت و کلاه |
| برفتند و ما را سپردند جای |  | جهان را چنین است آیین و رای  |

### شعر سوم
اکنون روشن شده که شعر سوم نزد ایرانیان معروف بوده و مانند یک دعا یا ضرب‌المثل به‌ویژه برای هنگام خداحافظی در سفرهای پر خطر آن را می‌گفته‌اند یا در بدرقه مسافران چاووشی می‌کرده‌اند، اصل آن مربوط به داستان بدرود (خداحافظی) گفتن ایرج از فریدون است که در شاهنامه آمده‌است. اما این شعر در جامع‌التواریخ هم آمده‌است. این رباعی در صفحهٔ ۱۳۵ و ۱۳۶ آمده‌است و ان داستان غم‌انگیز خداحافظی ایرج از پدرش فریدون هست زمانی که قصد داشت برای ارائهٔ پیام محبت و برادری عازم لشکر تور و سلم در توران شود تقدیر غم‌انگیز این بود که ایرج به کینه حسادت برادران کشته شد. امروزه مشخص شده‌است که این متن شعر منطبق با شعر کتاب جامع التواریخ در صفحه ۱۳۵ است. اما قبلاً در دستنوشته ژاپنی شعر بدرود را نمی‌توانستند دقیق بخوانند بخاطر اینکه نقطه‌های آن پاک شده بود و به یقین خوانده نمی‌شد و چند نفر آن را با چند تعبیر متفاوت خوانده بودند به‌ویژه مصرع سوم که به صورت‌های مختلف زیر خوانده شده بود. تا اینکه در سال ۲۰۲۱ اصالت و منبع شعر مشخص شد و معلوم شد شعر مشهوری در دوران قدیم برای خداحافظی و بدرود گفتن بوده‌است.
| گر در اَجَلَم مُساهِلت خواهد بود         |  | روشن کنم این دیده بدیدار تو زود |
| پس (گر) به خلاف گردد این (چرخ) کبود |  | بدرود تو از من و من از تو بدرود |

منظور از چرخ کبود تقدیر و سرنوشت است
دیگر خوانش‌ها:
گر در اجلم مسامحت خواهد بودروشن کنم این دیده به دیدار تو زود
یعنی خلیف گردد آس کبودبدرود منست تو زمن بدرود
(یعنی بدرود و خداحافظی من از تو و تو از من بدرود و به سلامت).

مصرع سوم بگونه ای نوشته شده که نقطه گذاری یا نداشته یا پاک شده بود بنا بر این آن را تا قبل از کشف راز این مصرع به شکل‌های مختلف خوانده بودند:
1. یعنی خلیف گردد آس (آسمانی) کبود
2. یعنی خلیفه گردد این عبود.
3. یعنی خلیف گردد ابن عبود.
4. یا عین خلیف گردد آس کبود.
5. یعنی خلیف کرد دامن کبود.
6. کوی خلیف گردد آس کبود.

پیش‌تر که اصالت و مبنای این شعر کشف نشده بود در معنی مصرع بدرود گفته شده بود اگر واژه را خلیف یا خلیفه بخوانیم می‌تواند نویسنده دستخط باشد و او اشاره به چرخ گردون و (آس) آسمان و گردش روزگار دارد و آسمانی شدن مفهوم درگذشت و رفتن به بهشت را می‌رساند او آرزو کرده که در بهشت فرد ژاپنی را ببیند معادل ضرب‌المثل کوه به کوه نمی‌رسد آدم به آدم می‌رسد در این بیت مورد نظر بوده‌است.
خلیف و خلیفه در زبان فارسی معانی مختلفی دارد از جمله خلیفه یعنی سلطان، امیر، نانوا، رهبر کلیسای ارمنی و آدم فرهیخته.